# Uraniborg

El Uraniborg ('Castillo de Urania', en sueco) era un observatorio astronómico y laboratorio de alquimia construido en forma de palacio entre los años 1576 y 1580, cuya construcción fue dispuesta por el astrónomo danés Tycho Brahe y financiada por el rey Federico II de Dinamarca. Estaba ubicado en la isla danesa de Ven (también conocida como Hven o Hveen). La isla se sitúa en el estrecho de Öresund entre Selandia y Escania. El palacio Uraniborg recibe su nombre de Urania, musa griega de la astronomía. Los jardines fueron diseñados cuidadosamente con patrones geométricos de plantas y hierbas. Siguiendo las ideas de la época, Tycho pretendía vincular el estudio de los astros con el de los metales bajo su influencia. 
En el palacio se mezclaban un lujo increíble con aposentos decorados con pinturas y estatuas y todos los instrumentos y talleres necesarios para la construcción de los instrumentos de medida diseñados por Tycho. El fastuoso Uraniborg se convirtió pronto en un completo instituto de investigación, poseyendo incluso su propia imprenta con la que publicar sus trabajos de investigación. Su fama era tal que atrajo a estudiantes y astrónomos de muchas regiones, llegando a haber hasta 40 estudiosos trabajando simultáneamente en sus instalaciones. El más conocido de sus estudiantes fue Longomontano (Christen Sørensen Longberg, 1562–1647).
Posteriormente Tycho mandó construir el observatorio Stjerneborg ('Castillo de las estrellas') al descubrir que el emplazamiento del Uraniborg no era lo bastante estable para sus instrumentos de precisión. La mayor parte de los instrumentos estaban situados en subterráneos. En 1597 Tycho perdió el favor del joven rey Cristián IV y abandonó la isla de Ven. Los observatorios de Uraniborg y Stjerneborg fueron objeto de pillajes y rapiñas por los pescadores, cayendo rápidamente en ruinas. Fue destruido finalmente en 1601, luego de la muerte de Brahe. Tras la pérdida de la isla de Ven en manos de Suecia, se construyó en 1642, en Copenhague, la "Torre Redonda" Rundetårn, en reemplazo de las funciones astronómicas del Uraniborg.
En 1671 la Academia de Ciencias francesa envió a Jean Picard para localizar la latitud del observatorio de Tycho y verificar algunas de sus observaciones. El astrónomo afirmó que no había ningún vestigio del castillo y que tuvieron que excavar el suelo para encontrar los cimientos.

Galería
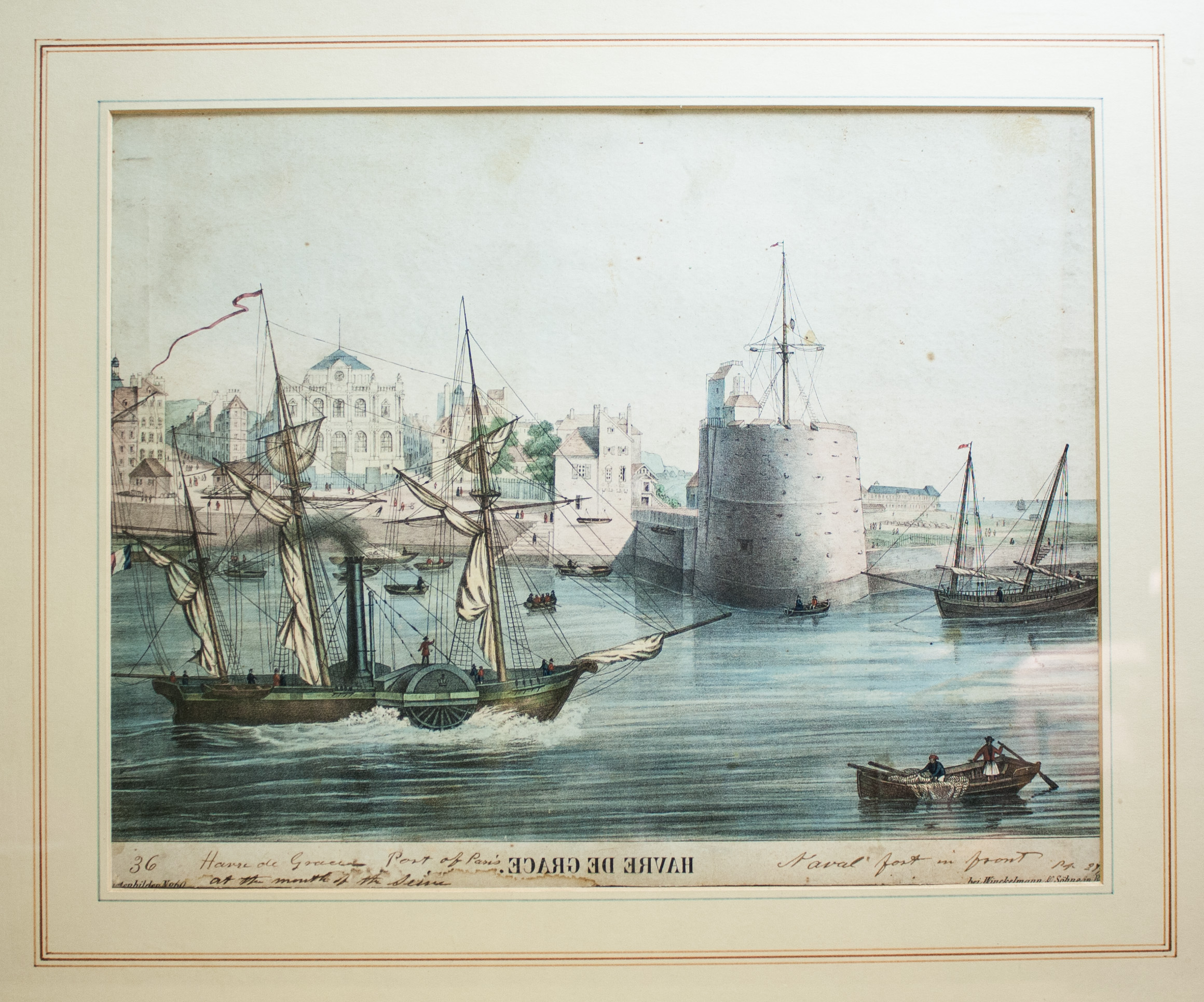
Vista del edificio principal del Uraniborg.
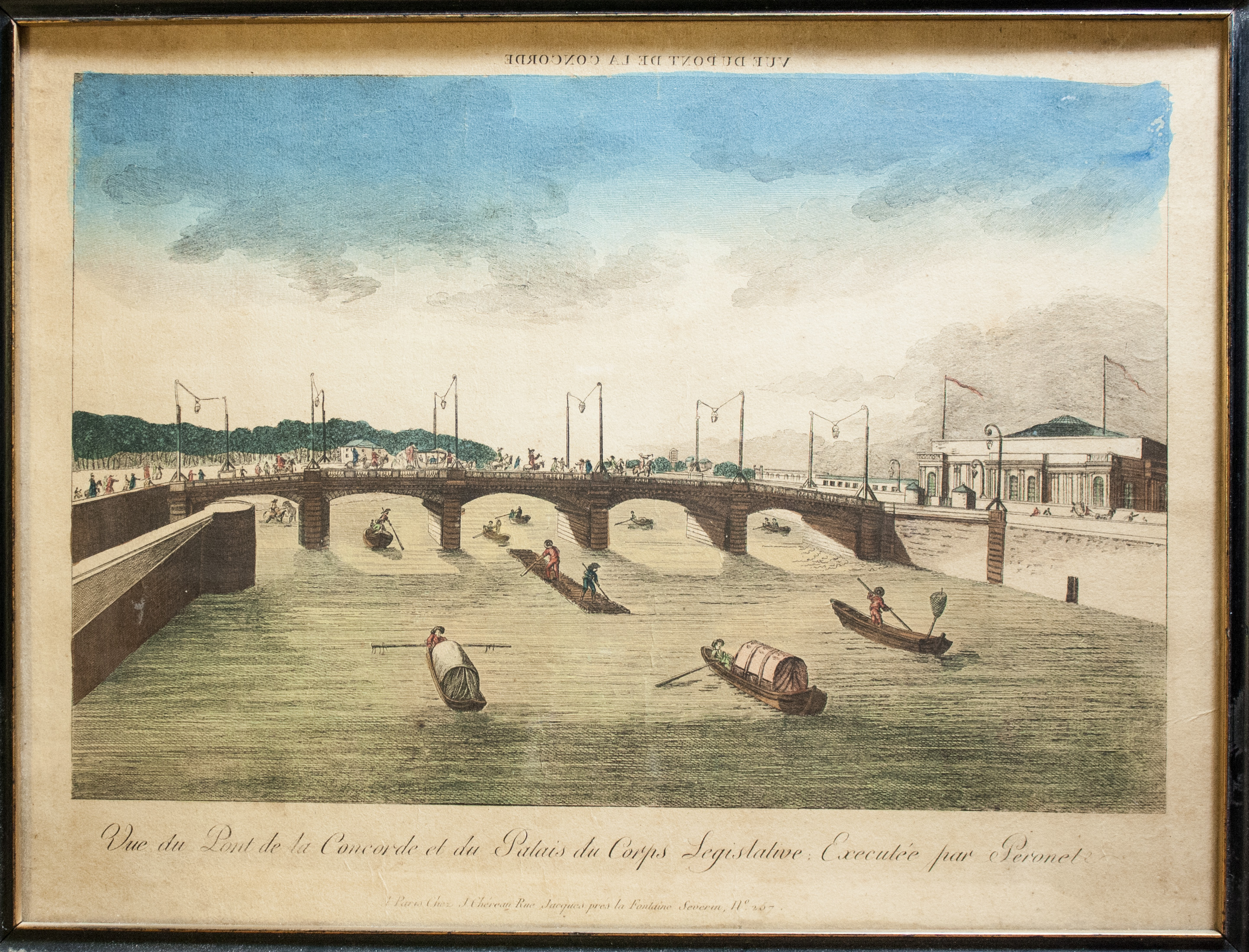
Vista del Stjerneborg.
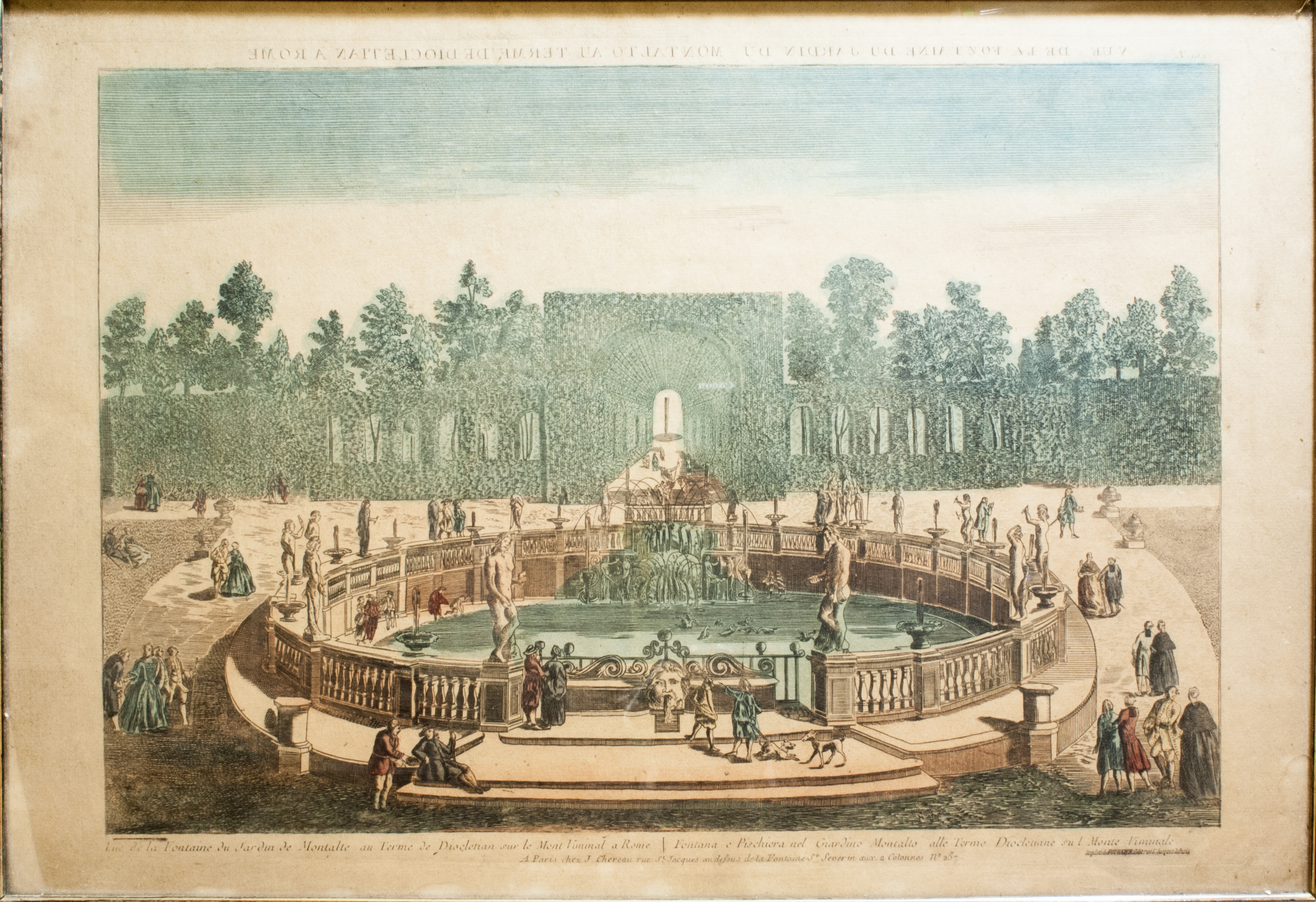
Acuarela con el palacio y los jardines del Uraniborg.
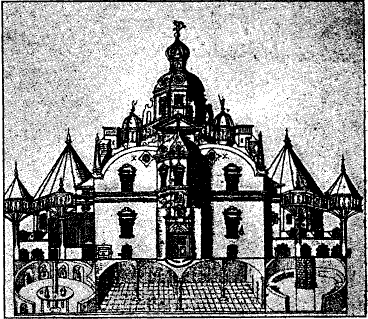
Uraniborg
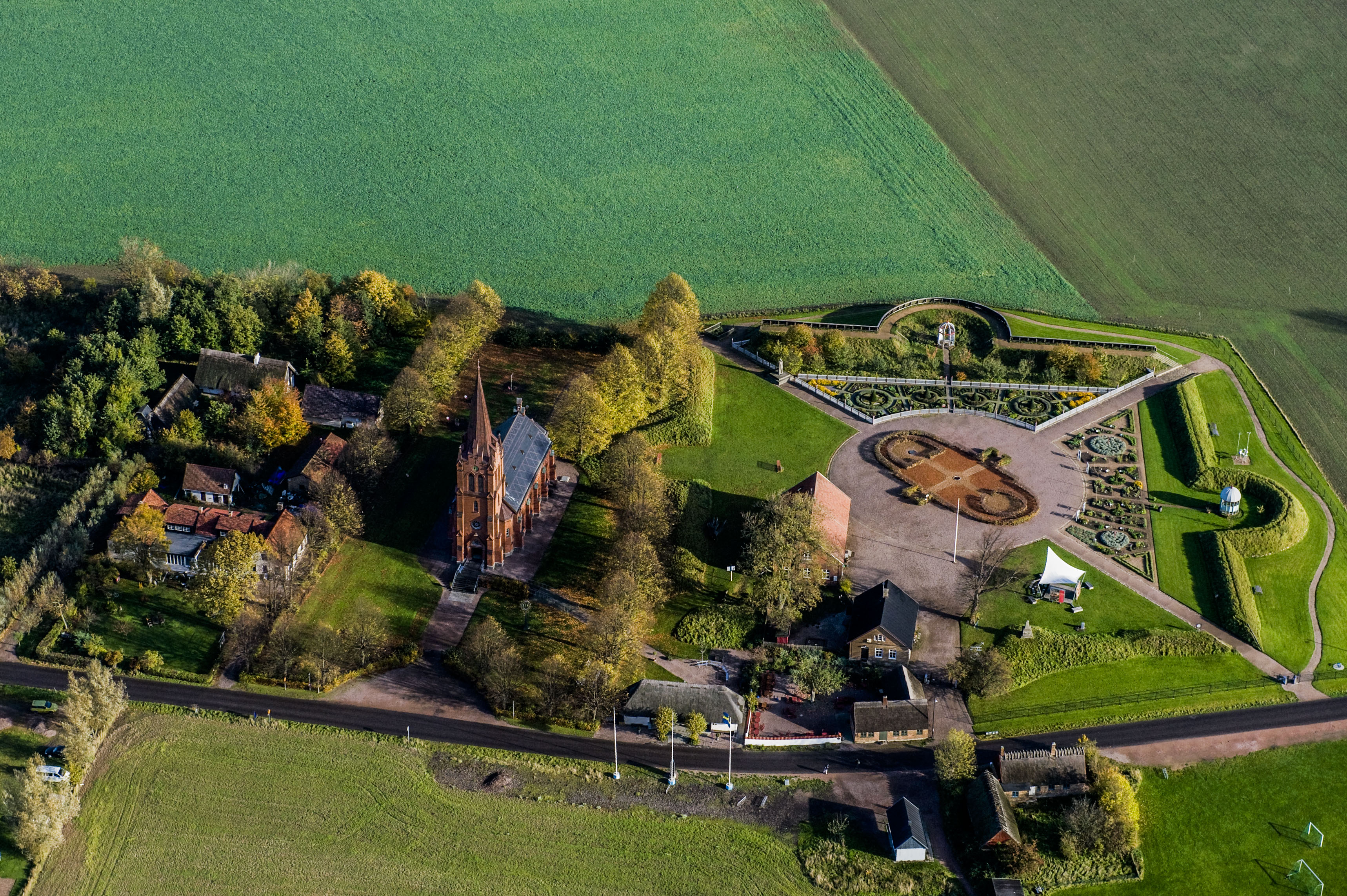
Uraniborg desde el aire